# Characodon
Characodon – rodzaj ryb karpieńcokształtnych z rodziny żyworódkowatych (Goodeidae).

## Klasyfikacja
Gatunki zaliczane do tego rodzaju:
- Characodon audax – żyworódka źródlana[3]
- Characodon garmani
- Characodon lateralis – żyworódka tęczowa[3]